# Michałowice (gmina w województwie mazowieckim)

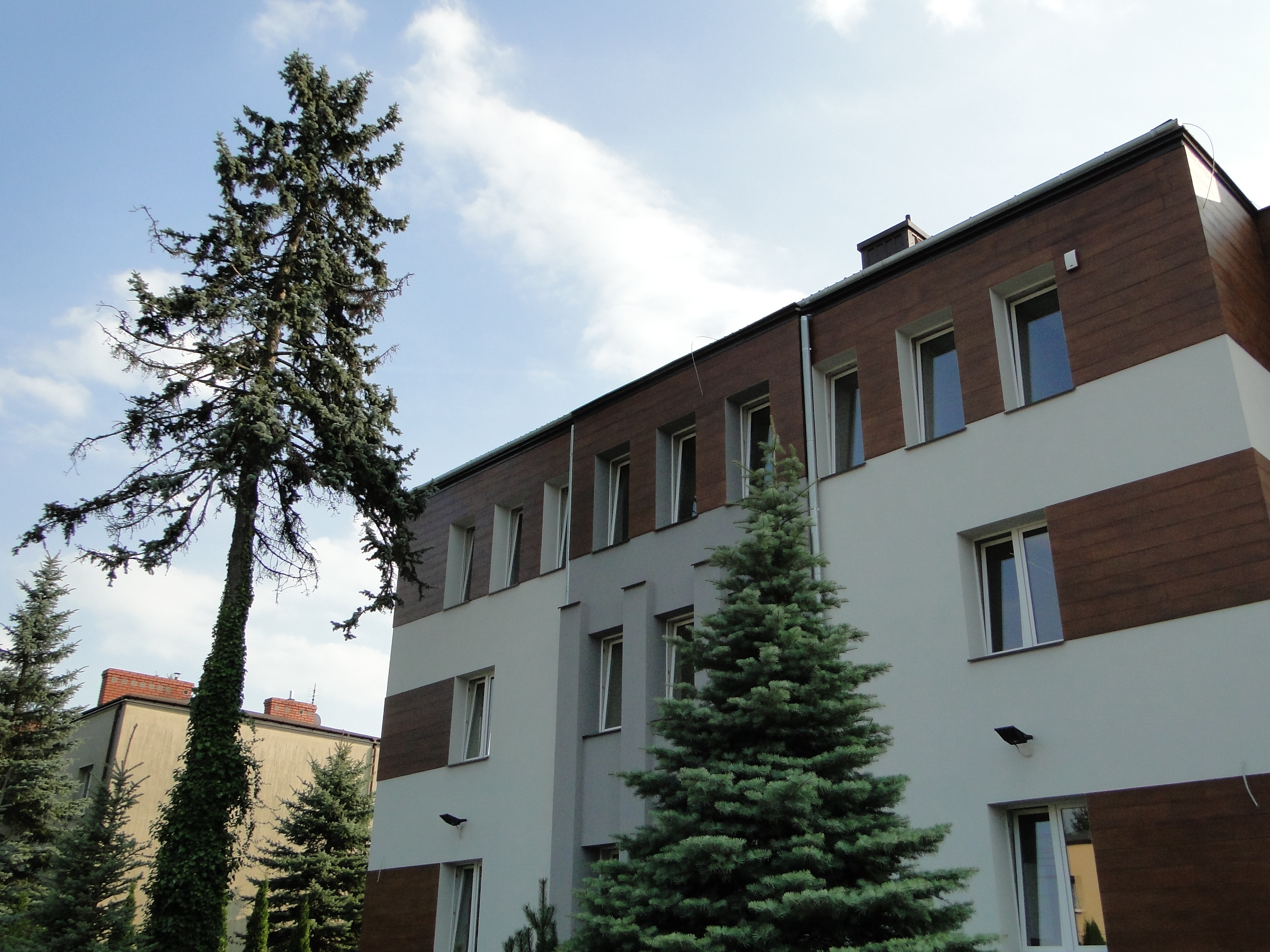
Budynek przy ul. Raszyńskiej 34 w Michałowicach, w którym swoją siedzibę ma m.in. Biblioteka Publiczna Gminy Michałowice

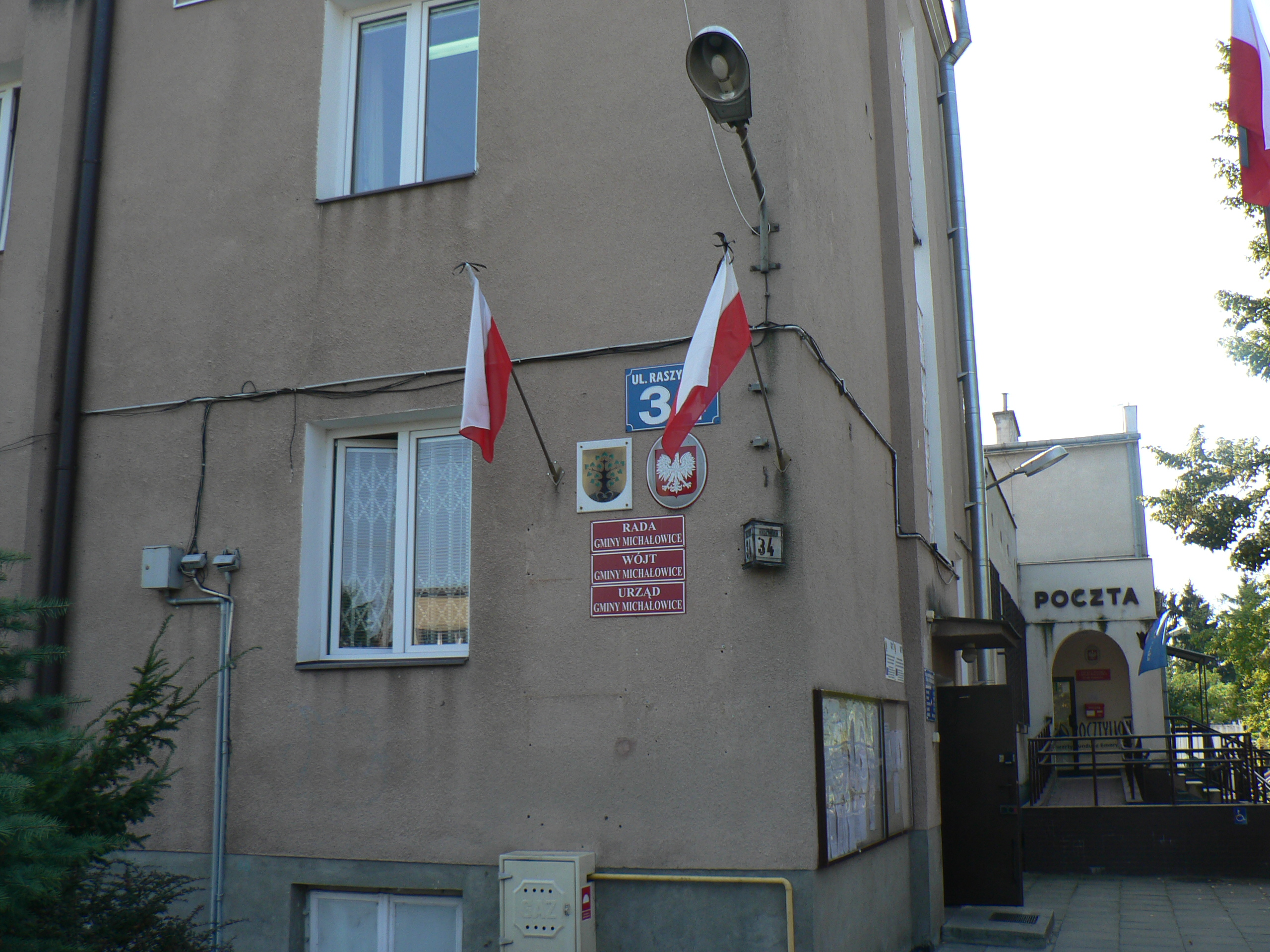
Dawna siedziba Urzędu Gminy Michałowice.

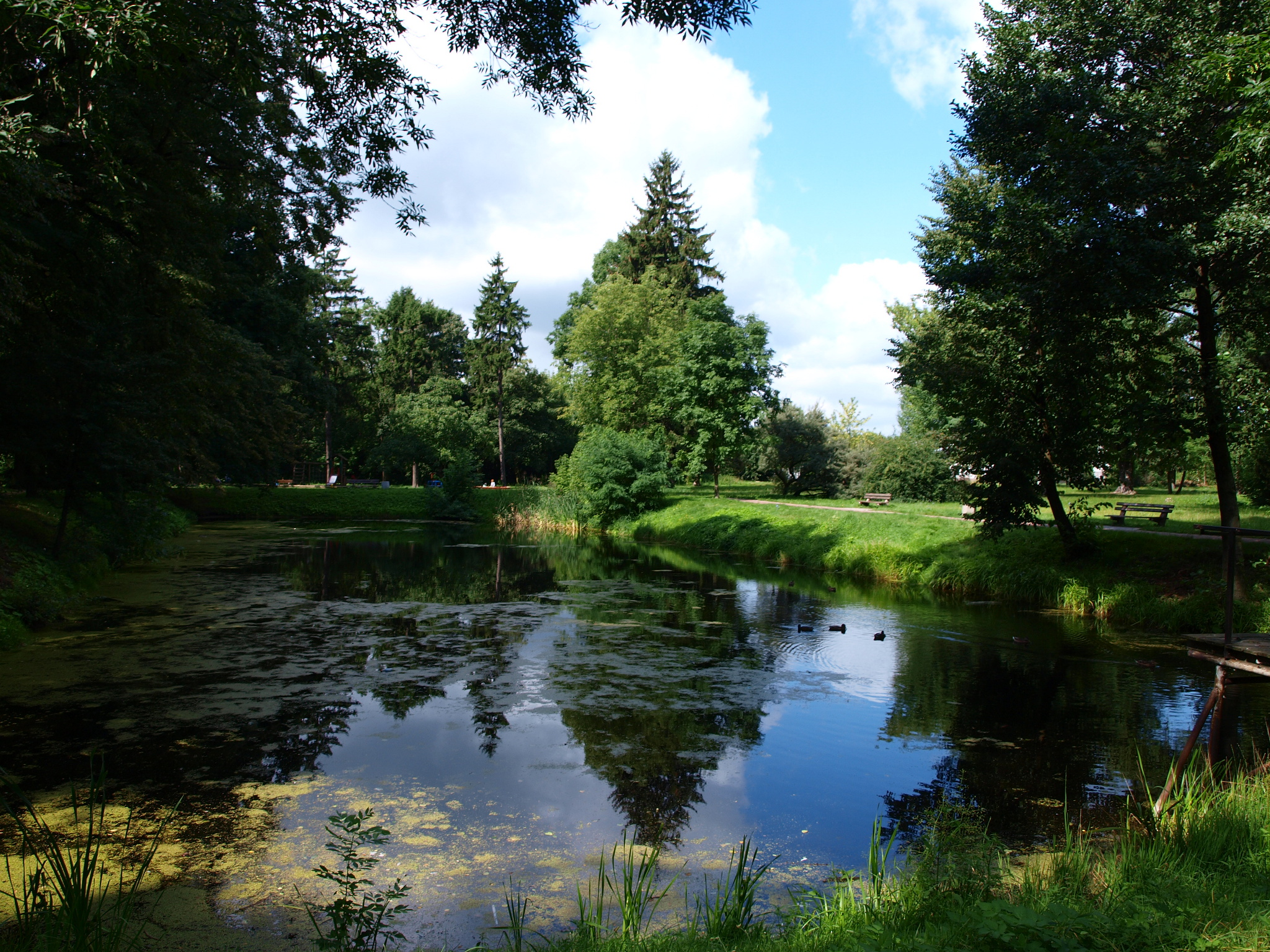
Park w Regułach

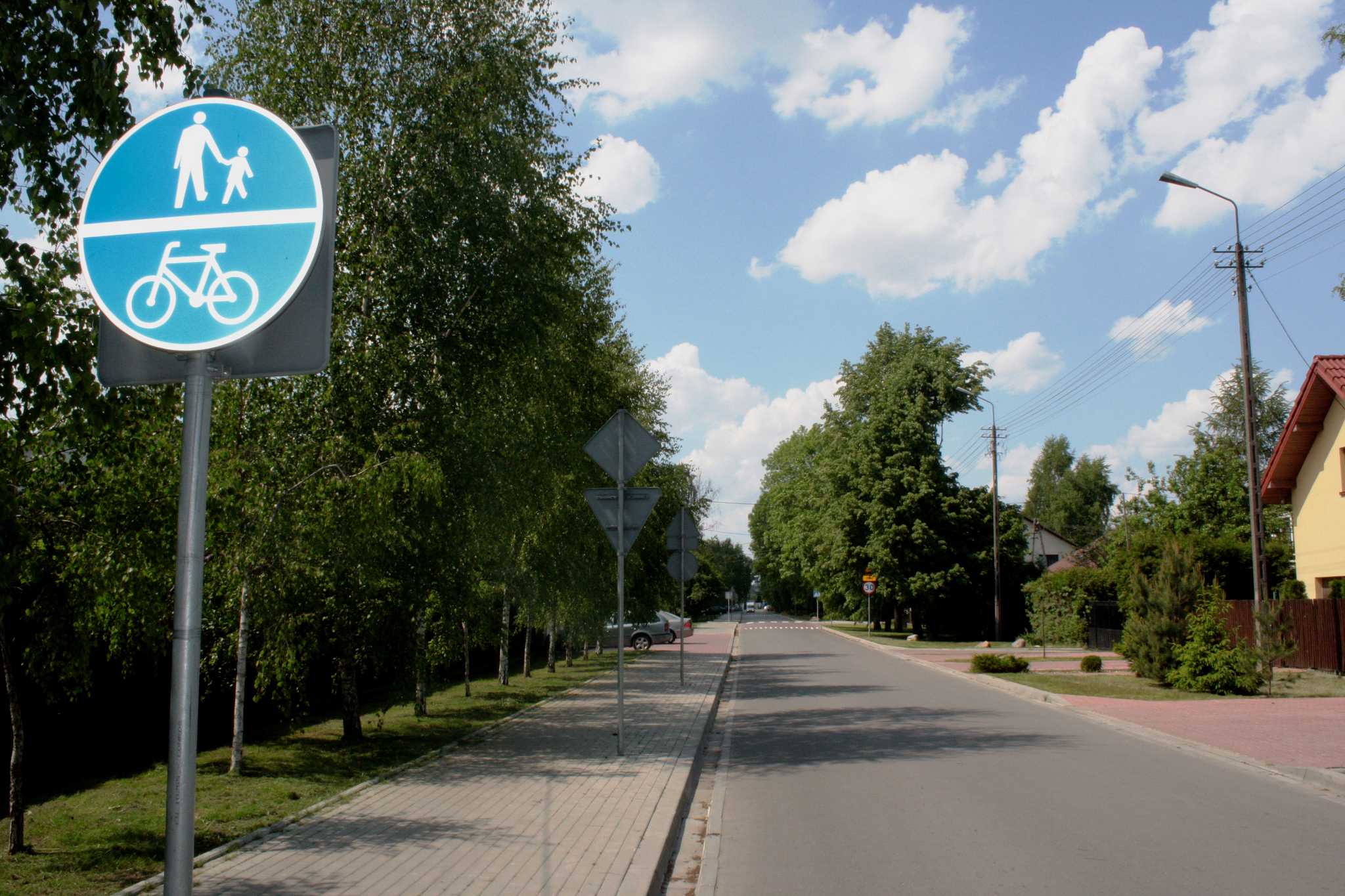
Michałowice, ul. Parkowa

Michałowice (do 1952 gmina Skorosze) – gmina wiejska w województwie mazowieckim, w powiecie pruszkowskim, nad rzeką Utratą. W latach 1975–1998 gmina położona była w województwie warszawskim.
Miejscowości: Granica, Komorów, Nowa Wieś, Michałowice, Michałowice Wieś, Opacz-Kolonia, Opacz Mała, Pęcice, Pęcice Małe, Reguły, Sokołów, Suchy Las
Od 1973 roku siedzibą gminy była Opacz. Następnie do końca 2012 oficjalną siedzibą gminy były Michałowice (do 30 grudnia 1999 pod nazwą Michałowice-Osiedle). Siedzibą gminy od 1 stycznia 2013 są Reguły, po wybudowaniu w tej miejscowości nowego urzędu gminy Michałowice.
Według danych statystycznych z 2011 gminę zamieszkiwało 16 918 osób. W 2019 – 18 321 osób. Natomiast w 2023 – 19 436 osób.
Na obszarze Polski jest szereg gmin, których części z różnych powodów chcą się usamodzielnić, tworząc oddzielne gminy. Jedna z owych prób secesji dotyczy utworzenia miasta i gminy Komorów z miejscowości Komorów, Komorów-Wieś i Granica w gminie Michałowice.
W wyborach parlamentarnych w 2007 w gminie Michałowice padł rekord frekwencji. Wyniosła ona 73,67% i była o 0,23% wyższa niż w Warszawie.
Od 2013 na terenie gminy działa śmigłowcowe lądowisko Gerda Sokołów.

## Struktura powierzchni
Według danych z roku 2012 gmina Michałowice ma obszar 34,73 km², w tym:
- użytki rolne: 61,8%
- użytki leśne: 8,4%
- tereny zabudowane i zurbanizowane: 25,2%

Gmina stanowi 14,16% powierzchni powiatu.

## Demografia

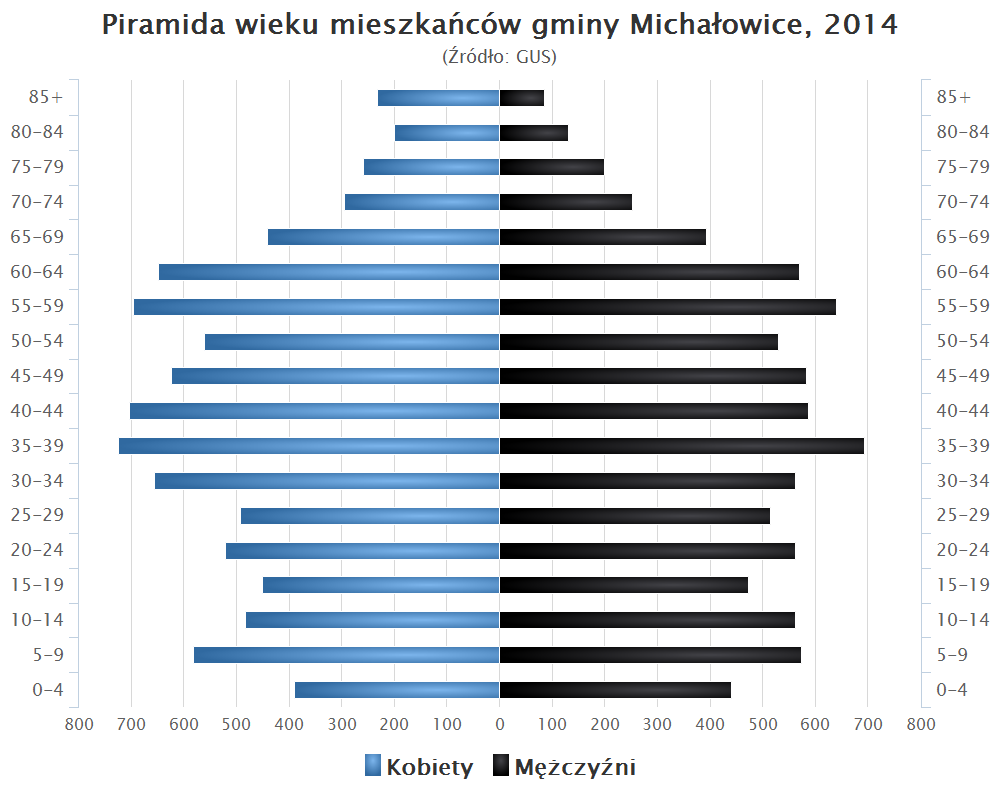
Piramida wieku mieszkańców gminy Michałowice w 2014 roku

Dane z 31 grudnia 2011:
| Opis                              | Ogółem | Ogółem | Kobiety | Kobiety | Mężczyźni | Mężczyźni |
| --------------------------------- | ------ | ------ | ------- | ------- | --------- | --------- |
| jednostka                         | osób   | %      | osób    | %       | osób      | %         |
| populacja                         | 16 918 | 100    | 8767    | 51,8    | 8151      | 48,2      |
| gęstość zaludnienia (mieszk./km²) | 487,3  | 487,3  | 252,5   | 252,5   | 234,8     | 234,8     |

## Sołectwa
- Komorów
- Michałowice
- Nowa Wieś
- Opacz Mała
- Opacz-Kolonia
- Pęcice
- Pęcice Małe
- Reguły
- Sokołów
- Suchy Las[2]

## Sąsiednie gminy
Brwinów, Nadarzyn, Piastów, Pruszków, Raszyn, m.st. Warszawa

## Administracja
Gmina Michałowice jest członkiem stowarzyszenia Unia Miasteczek Polskich.